# スピリット (バンド)
スピリット（Spirit）1967年に結成されたロサンゼルスを拠点とするアメリカのロックバンド。アメリカで最も商業的に成功したシングルは「アイ・ガット・ア・ライン・オン・ユー」。また、セルフタイトルのデビュー・アルバム、『The Family That Plays Together』、『Clear』、『Twelve Dreams of Dr. Sardonicus』などのアルバムでも知られる。

## オリジナル・ラインナップ
このグループのオリジナル・ラインナップは、ランディ・カリフォルニア（本名ランディ・クレイグ・ウルフ、ギター、ヴォーカル）、マーク・アンデス（ベース）、ジェイ・ファーガソン（ヴォーカル、パーカッション）を含むロサンゼルスのバンド、レッド・ルースターズから発展した。カリフォルニアの義父エド・キャシディ（ドラムス）とキーボード奏者ジョン・ロックが加わり、新しいバンドは当初スピリッツ・リベリオス（カーリル・ジブランの本にちなんで）と名付けられたが、すぐにスピリットと短縮された。生まれ故郷に戻る前、カリフォルニアは1966年にニューヨークのグリニッジ・ヴィレッジでジミー・ジェイムズ・アンド・ザ・ブルー・フレームズのメンバーとしてジミ・ヘンドリックスと共演したことがある。ヘンドリックスはランディ・ウルフに 「ランディ・カリフォルニア 」というニックネームを与え、ヘンドリックスが 「ランディ・テキサス 」と名付けたランディ・パーマーと区別した。
キャシディは坊主頭（後にスピリットの曲のタイトルになった 「Mr.Skin 」というニックネームの由来）で、黒い服を好んで着ていた。1923年生まれの彼は、他のメンバーより20歳ほど年上だった。それまでのキャリアは主にジャズ（キャノンボール・アダレイ、ジェリー・マリガン、ローランド・カーク、セロニアス・モンク、リー・コニッツとの共演を含む）だったが、タジ・マハールとライ・クーダーの初期のブルース・ロック・バンド、ライジング・サンズの創設時のドラマーとして活躍した。

## バンドの歴史

### 1960年代
バンドの初期のデモ・レコーディングは、トパンガ・キャニオンのルームメイトで、後にラジオ・ホストのドクター・デメントとして知られるバリー・ハンセンがプロデュースした。1967年8月、レコード・プロデューサーのルー・アドラー（ママス＆パパスやグラス・ルーツの仕事で知られる）が、自身のレーベル、オード・レコードとバンドを契約。グループのファースト・アルバム『Spirit』は1968年にリリースされた。シングルとして 「Mechanical World 」がリリースされた（演奏時間は単に 「very long」と記載されている）。アルバムはヒットし、ビルボード200で31位を記録、7ヶ月間チャートに留まった。このアルバムはジャズの影響を受け、凝ったストリングス・アレンジ（その後のレコーディングでは見られない）が使われており、彼らのアルバムの中で最もあからさまにサイケデリックな作品である。このアルバムからの1曲「Fresh Garbage」は、1968年にイギリス、ヨーロッパ、南アフリカでリリースされたCBSのサンプラー・アルバム『The Rock Machine Turns You On』に収録され、イギリスで初めてバンドを知るきっかけとなった。
バンドはファースト・アルバムの成功に乗じて、もう1枚のシングル「アイ・ガット・ア・ライン・オン・ユー」を発表。セカンド・アルバム『The Family That Plays Together』の1ヶ月前、1968年11月にリリースされたこの曲は、彼らにとって最大のヒット・シングルとなり、チャート25位（カナダでは28位）を記録。アルバムもそれに匹敵する22位を記録した。12月には、サポート・バンドのレッド・ツェッペリンを従えてデンバー・オーディトリアムに出演。レッド・ツェッペリンは、1969年初期のコンサートにおいて、ボブ・エルギンとジェリー・ラガヴォイの「As Long as I Have You」（当初はガーネット・ミムズが広めた）のカヴァーを中心にした拡張メドレーで、スピリットの曲「Fresh Garbage」の一部を挿入した。スピリットは1969年7月、レッド・ツェッペリンと共に2つの野外音楽フェスティバルにも出演した。ジミー・ペイジがテルミンを使うようになったのは、ランディ・カリフォルニアが自分のアンプに取り付けたテルミンを使っているのを見たからだと言われている。ギター・ワールド誌は次のように述べている。
「ランディ・カリフォルニアの最も永続的な遺産は、ジミー・ペイジが『天国への階段』のイントロのために事実上一音一音持ち上げて使用した、指弾きのアコースティック・テーマ曲『Taurus』であろう」『インディペンデント』紙は1997年にその類似性を指摘している。2014年、マーク・アンデスとランディ・カリフォルニアを代理する信託は、「天国への階段」の作曲クレジットを得るためにレッド・ツェッペリンに対して著作権侵害訴訟を起こした。ペイジは「タウルス」のコピーを否定し、訴訟は不成立として、訴訟は失敗に終わった。この評決は2018年9月の控訴審で覆された。2020年3月9日、第9巡回区は元の陪審評決を再び支持した。
初期のレコードの成功後、グループはフランスの映画監督ジャック・ドゥミの依頼で、彼の映画『モデル・ショップ』のサウンドトラックを録音した。1969年にリリースされたサード・アルバム『Clear』はチャート55位を記録。

### 「1984」と『ドクター・サードニクス』
『Clear』のリリース後、グループはカリフォルニアが作曲し、自分たちでプロデュースした曲『1984』をレコーディングした。1970年2月にリリースされたこの曲は、ビルボードチャートで69位、RPMチャートで66位を記録した。この曲は1973年に『ザ・ベスト・オブ・スピリット』でようやく一般発売されることになる。
1970年、スピリットは4枚目のLP『Twelve Dreams of Dr. Sardonicus』の制作を開始した。バンドは、トパンガ・キャニオンのシーンで知り合ったシンガーソングライターの勧めで、頻繁にニール・ヤングとコラボレートしていたデヴィッド・ブリッグスをプロデューサーに選んだ。1970年後半にリリースされたこのアルバムは、全米で1971年初頭に63位、カナダで49位を記録した。このアルバムにはランディ・カリフォルニアの「Nature's Way」が収録され、サンフランシスコのフィルモア・ウェストでの公演中の午後に書かれ、マイナー・ヒット（111位）となった。
エピックは「Animal Zoo」の初期ミックスもシングルとしてリリースしたが、これもチャート97位にとどまった。ザ・フーの『トミー』やピンク・フロイドの『狂気』のように、『Twelve Dreams of Dr.Sardonicus』はアート・ロックの画期的な作品として批評家に評価されている。「人生は始まったばかり」という歌詞が繰り返し登場するように、人生の儚さや人間経験の複雑さといった文学的なテーマが織り込まれており、環境問題を歌詞に取り入れた先駆的な活動を続けている（「Fresh Garbage」を参照）。このアルバムはまた、独創的なプロダクションとモジュラー・ムーグ・シンセサイザーの使用でも知られている。

### 1971〜73年
アルバム『Twelve Dreams of Dr.Sardonicus』を引っさげてプロモーション・ツアーを行った後、ファーガソンとアンデスはグループを脱退し、ジョ・ジョ・ガンを結成した。カリフォルニアは、彼らがグループの乗っ取りを企んでいると非難したのだ。スピリットとの最後のギグは1971年1月30日に行われ、殴り合いの喧嘩になりかけた。
当初はジョン・アーリスがアンデスの代役を務めていた。カリフォルニアはまだラインナップに残っていたが、乗馬事故で頭に怪我を負い、ツアーに出られなくなっていた。その後まもなく、ベーシストでテキサス大学ロースクールを卒業したばかりのアル・ステヘリーがロックとキャシディにスカウトされ、アーリスの後任となった。トリオは短期間ツアーを行ったが、音楽を正当に評価するためにはギタリストを加える必要があると判断した。アルの弟、ジョン・クリスチャン（クリス）・ステヘリーがバンドのオーディションを受け、テキサスのロック・グループ、クラッカージャックを脱退してすぐに加入した。
ステヘリーズ、キャシディ、ロックは、1972年にコロンビア／エピックのハリウッド・スタジオでアルバム『Feedback』をレコーディングした。このアルバムは、彼らのジャズ的な傾向の中にカントリー・ロックの影響をより強く感じさせる、グループにとってこれまでとは違った方向性を示すものだったが、穏やかな商業的反応しか得られず、チャートでも63位を記録した。Feedback』のツアーはその年の大半を順調に進んだが、キャシディとロックはルーツ・ベースの音楽との親和性に欠け、すぐにメンバーから外れた。ステイリー兄弟は、ドラマーのステュー・ペリーと共に大成功を収めたツアーを終え、1973年半ばにグループを解散し、自身のアルバム『Sta-Hay-Lee』をリリースした。
一方カリフォルニアは、1972年末にエピック・レコードから初のソロ・アルバム『Kapt. Kopter and the (Fabulous) Twirly Birds』をレコーディングし、1972年末にエピック・レコードからリリースした。ノエル・レディング（「クリット・マクトリアス 」名義）、レスリー・サンプソン（レディングのバンド『ロード』のドラマー、「ヘンリー・マンチョヴィッツ 」名義）、キャシディが参加したこのアルバムは、ハード・ロック・サウンドだった。キャシディとベーシストのラリー・「ファジー」・ナイトとともにロサンゼルス近郊でこのアルバムを引っさげて短期間のツアーを行った後、カリフォルニアはスピリットのお墨付きのもと、このトリオでヨーロッパ・ツアーを行った。この時期、キャシディを迎えてフォローアップ・アルバム（『The Adventures Of Kaptain Kopter And Commander Cassidy In Potato Land』）もレコーディングされた。ロックはゲスト参加したが、当時はスピリット・アルバムとしての意図はなかった。完成したアルバムをエピックに却下された後、カリフォルニアはハワイのモロカイ島に移った。
1973年、エピック・レコードは、『Twelve Dreams of Dr.Sardonicus』がカタログアイテムとして売れ続けていることを受け、グループのファースト・アルバムとサード・アルバムを『Spirit』という2枚組のアルバムとして再発することを決定した。同年、エピックはコンピレーション・アルバム『ザ・ベスト・オブ・スピリット』を、サードニクスの楽曲「ミスター・スキン」とともにシングルとしてリリース。「Mr.Skin」はまたもやマイナー・ヒットとなり（最高位92位）、この2枚組は『The Best of Spirit』とともにチャートを賑わせた。キャシディは、グループに対する新たな需要を利用することを決め、ツアー用にまったく新しいグループを結成し、それは1年を通して続いた。

### マーキュリー時代 (1974–79)
1974年、キャシディは義理の息子を見つけて連絡を取り直すことにした。彼は最終的にカリフォルニアを説得し、本土に戻ってバンドに再挑戦するよう勧めた。アンデスはしばらくの間デュオで活動したが、同時にファイアフォールというグループを結成中だったため、ここに留まるつもりはなかった。アンデスの後任は、元フランク・ザッパのサウンド・エンジニア、バリー・キーンだった。
1975年初頭、フロリダで行われたショウでテン・イヤーズ・アフターの前座を務める予定だったが、ヘッドライナーのバンドが直前になって出演を取りやめたため、スピリットはその晩の劇場占拠を許可された。地元のラジオ局を回ってショーを宣伝し、チケット代を安く（3ドル）設定したところ、スピリットは3,000人収容の劇場を完売させることに成功した。ショーの利益を使い、フロリダ州タンパのスタジオ70でできる限りの時間を確保した。
スタジオで大量の音源を録音した後、マネージャーのマーシャル・バール（ミルトン・バールの甥）は、マーキュリー・レコードにそのテープを提供した。その音源をもとにグループは契約を申し込まれ、『Spirit of '76』というタイトルの2枚組アルバムが1975年5月にリリースされた。このアルバムは最高位147位を記録し、FMでオンエアされたこともあり、同年末にリリースされた『Son of Spirit』には同じセッションからの曲が多数収録された。
『Son of Spirit』を引っ提げたツアーでは、ロックがグループに再加入した。やがてアンデスもラインナップに戻り、ファーガソンは当初グループ再結成への参加を辞退したが、バンドは（マークの弟マット・アンデスをセカンド・ギタリストとして加え）『Farther Along』というタイトルのアルバムをレコーディングし、1976年後半にリリースした。

### 最初の完全再結成とフューチャー・ゲームズ
このアルバムでグループは最後の全米チャート入りを果たし、179位を記録した。サンタモニカ・シビック・オーディトリアムでの数回の公演では、ファーガソンがグループに再加入した。ロックの友人で最終公演のバックステージに顔を出していたニール・ヤングがアンコールで「ライク・ア・ローリング・ストーン」を歌った際、酩酊状態でステージに上がり、事件を起こした。カリフォルニアは後に、ヤングに気づかなかったと主張するが、当時は自分のカムバックを台無しにしたヤングに腹を立てていた。カリフォルニアはニールの前に移動し、彼を後ろに押してマイクから遠ざけ、ドラムキットを通り過ぎてステージ袖に戻り始めた。ヤングと、ニュー・ハリウッドの監督ハル・アシュビーを含む他の影響力のあるアーティストたちは、本番前にバンドのバックステージを訪れており、ロック（ヤングの友人）はヤングをアンコールに誘った。ロックは、カリフォルニアがヤングをステージから突き落とすのを見ると、ピアノから立ち上がり、もうたくさんだ、二度とカリフォルニアと一緒に演奏したくないと言い、ステージから立ち去った。キャシディは最初、キットを離れ、カリフォルニアとヤングのふたりをステージに引き戻してマイクを握り、観客に一緒に歌うように頼んで、この状況を鎮めた。曲を終えたメンバーたちは、再結成の終了に至った経緯についてバックステージで口論となった。
その後、カリフォルニアは『フューチャー・ゲームス』を制作： A Magical Kahauna Dream』をキャシディと、セッション・ミュージシャンの限られた協力で作り上げた。マーキュリーは1977年初頭にリリースを承認したものの、この実験的なアルバム（ヘンドリックスに影響を受けた「All Along the Watchtower」のカヴァーを含み、SFをベースにした歌詞のテーマには『スタートレック：オリジナル・シリーズ』からの多くのサンプリングが使われ、フィルクの一種である）には何のプロモーションもなく、グループが取り戻したかもしれないわずかな商業的な勢いは途絶えてしまった。また、マーキュリーとの契約も（当初は）打ち切られた。この時期、ファーガソンは 「Thunder Island」（1977年、9位）と 「Shakedown Cruise」（1979年、31位）をヒットさせ、ソロ活動でも成功を収めていた。

### 3人体制の復活
カリフォルニア、キャシディ、ラリー・"ファジー"・ナイトは、カプト.コプター時代のトリオを再現した。コプター時代のトリオ、カリフォルニア、キャシディ、ラリー・"ファジー"・ナイトは、1978年を通してスピリットとして大規模なツアーを行った。ツアー中、カリフォルニアはキーボーディスト不足を補うため、足で操作するムーグ・タウルスをダブルで演奏した。ドイツのテレビ／ラジオ番組『Rockpalast』は、ディッキー・ベッツがバンドに加わったアンコールのジャムを含め、1978年3月4日／5日のスピリットの全公演を録画・放送した。このトリオ・ラインナップのライヴ・アルバム（同じく1978年リリース）もレコーディングされ、いくつかの国で異なるインディペンデント・レーベルから微妙に異なる構成でリリースされた。このアルバムは商業的には成功せず、1979年のツアー終了後、カリフォルニアは再びグループを脱退した。

### 1980年代以降
Template:Spirit (band)スピリットの解散後、カリフォルニアはソロ活動を再開するために別のグループを短期間で結成した。イギリス滞在中、あるファンから1973年のアルバム『Potato Land』のリリースを求める5,000人分の嘆願書が贈られた。その結果、1981年、カリフォルニアはオリジナル・アルバムからオーヴァーダビングした選曲を、1970年代後半の無関係な曲数曲とともにリリースした。オリジナル・セッションの意図に反して、この作品はスピリットの公認のもと、アメリカではライノ・レコード（ドクター・デメントとつながりのある新興のアーカイヴ・レーベル）から、イギリスではパンク・ロックとその派生を専門とする定評あるインディペンデント・レーベル、ベガーズ・バンケット・レコードからリリースされた。意外なことに、『Sardonicus』以外のスピリットのアルバムでは唯一、イギリスでチャートインし、UKアルバム・チャートで40位を記録、BBCラジオ1でオンエアされた。
1982年2月14日、スピリットはミズーリ州セントルイスのキール・オーディトリアムで、ランディ・カリフォルニア、エド・キャシディ、そして無名のベーシストの3ピース・バンドとして公演を行った。このショーは、地元のロック・ラジオ局K-SHE 95がスポンサーとなり、「K-SHE 95 presents the 5th Annual St.Valentine's Day Massacre," JOHN KAY & STEPPENWOLF, w/special guests; SPIRIT」と銘打って大々的に宣伝された。このショーは、8,000人強の観客を集め、ほぼ完売となった。カリフォルニアのセカンド・ソロ・アルバム『Euro-American』は、1982年にベガーズ・バンケットからリリースされた。このアルバムには、ドラマーのプレストン・ヘイマンが参加した。この時期、カリフォルニアは1982年のグラストンベリー・フェスティバルの2階席で演奏した。発電機が故障したとき（オペレーターが酔っ払って寝てしまい、燃料の補給を怠ったためと言われている）、ヘイマンは状況を修復する間、20分間のソロを披露した。
1982年12月、スピリットのオリジナル・ラインナップが再結成され、最初の4枚のアルバムから数曲（と新曲数曲）をサウンドステージでライヴ・レコーディングした。バンドには、ジェフ・バクスターやボブ・ウェルチなど数名のゲストが参加した。出来上がった『Spirit of '84』（海外では『The Thirteenth Dream』としてリリース）は、当初オーディオマニア向けレーベルのために録音されたものだったが、マーキュリー・レコードがバンドと再契約（カリフォルニアでのソロ契約も含む）し、1984年にアルバムをリリースした。このアルバムは批評的にはそこそこの成功にとどまり、チャート入りも果たせなかった。オリジナル・メンバーの何人かは他のプロジェクトに移ったが、カリフォルニアとキャシディは新メンバーのスコット・モナハン（キーボード）とデイヴ・ウォーターベリー（ベース）と共にツアーを続けた。
カリフォルニアはイギリスに向かい、3枚目のソロアルバム『Restless』をレコーディングした。このアルバムは、ヘイマン（「Jack Rabbit」に参加）が1985年末にフォノグラムとの契約を取り付けたものである。イギリスでの数回のライブの後、カリフォルニアはアメリカに戻り、キャシディ、モナハン、ウォーターベリーらと大規模なツアーを再開した。1986年にリリースされた『Shattered Dreams』というアルバムである。
1988年、カリフォルニアは著名なインディペンデント・レーベルI.R.S.レコード（R.E.M.やゴーゴーズを育てたことで知られる）とスピリットとの契約を取り付け、ロックはバンドに復帰する。彼らはカリフォルニア州マリブのレコーディング・スタジオ、ナイルランドで『Rapture in the Chambers』というアルバムをレコーディングし、スタジオのオーナー兼エンジニアでベーシスト兼ヴォーカリストのマイク・ナイルがバンドに加わることになった。グループ（カリフォルニア、キャシディ、ロック、ナイル、モナハン、キーボードのジョージ・ヴァラックを含む）はサポートとして大規模なツアーを行ったが、このアルバムはチャートインできなかった。カリフォルニア、キャシディ、ナイルはパワー・トリオとしてツアーを続けながら、1990年に『Tent of Miracles』を自主リリースした。ナイルはこのアルバムに大きく貢献し、曲作りとリード・ヴォーカルを担当した。
スピリットはその後6年間、ほとんど絶え間なく活動を続けた。『Tent of Miracles』以降のアルバムは1枚しかリリースしていないが、グループは常にレコーディングかツアーを行っていた。カリフォルニアは1980年代初頭から自身のホーム・レコーディング・スタジオを持っていたが、それ以前にも何年もホーム・レコーディングを行っていた。1997年1月2日、カリフォルニアはハワイ沖で溺死した。彼は息子とサーフィンをしていたが、息子は急流に巻き込まれた。彼はなんとか息子を安全な場所まで押しやったが、結局自分の命を落とすことになった。

### ランディ・カリフォルニア没後
しかし、カリフォルニアの死は、スピリットの音源の出現の終わりを告げるものではなかった。2000年以降、未発表のスタジオ音源とライヴ音源を集めた5枚のCDが発売され、そのうちの4枚は2枚組だった。カリフォルニアはまた、グループがマーキュリー・レコードに在籍していた最初の時期の音源を集めたアンソロジー『The Mercury Years』も用意していた。この2枚組CDは1997年初頭にリリースされたが、音源の一部が再編集されていたり、オリジナル盤にはなかったオーバーダビングが施されていたりして、一部のファンの反感を買った。
同様に、スピリットのオリジナル・アルバムは現在、ほぼすべてがCD化されている。これは、ソニー・ミュージック（Epicのカタログを扱っているが、1990年代後半にフランスでFeedbackが一時的にディスクでリリースされた後、Collector's Choice Musicが米国で初めてFeedbackをCDで再発した）と、イギリスのレーベルであるEdselと並ぶBeat Goes On（Mercuryのカタログを扱っているが、Beat Goes OnとEdselがMercuryの全アルバムを再発する前に、その一部がCD化されていた）の努力のおかげである。その後のインディーズアルバムは、グループのウェブサイトから入手可能。現在入手不可能なアルバムは『Rapture In The Chambers』で、これは1989年のオリジナルリリース以来再発されていない。
スピリットはまた、その作品が現代のアーティストにサンプリングされたことも何度かある。コモンの 「Resurrection」（Clearの「Ice」をサンプリング）、ピンクの「Feel Good Time」（「Fresh Garbage」をサンプリング）などがその代表例だ。
「I Got a Line On You」は、最近ではアリス・クーパーのスーパーグループ、ハリウッド・ヴァンパイアーズが2015年9月11日にリリースした同名のアルバムでカヴァーしている。

## 音楽スタイル
AllMusicによると、スピリットは「ハードロックにジャズ、ブルース、カントリー、フォークを融合させた、野心的で評価の高い西海岸のサイケデリックバンド」であった； ロック、ポップス、フォーク、ブルース、クラシック音楽、ジャズの素養を持つ折衷的なミュージシャンたちによって結成されたスピリットは、「プログレッシブ・ロックの黎明期と同じような折衷的な音楽スタイルを持っていた」[19]。ロバート・クリスチャンは、ランディ・カリフォルニアを「50年代のクールでプログレッシヴなジャズマンのロック版」と書いている"ロバート・クリスチャンは、ランディ・カリフォルニアを「50年代のクールでプログレッシヴなジャズマンのロック版」と書いてい。

## メンバー
オリジナル・ラインナップ
- ランディ・カリフォルニア - ギター、ヴォーカル（1967-1972、1972-1973、1974-1979、1982-1997、死去）
- エド・キャシディ - ドラム（1967-1972、1972-1973、1974-1979、1982-1997、2012年没）
- ジョン・ロック - キーボード（1967-1972、1976、1982-1985、1988-1989、2006年没）
- マーク・アンデス - ベース、ギター、ヴォーカル（1967-1971、1974、1976、1982-85、1988-1989）
- ジェイ・ファーガソン - ヴォーカル、パーカッション、キーボード、ギター (1967-1971、1976、1982-1985)

その他のメンバー
サルドニクスの後、多くのミュージシャンがグループを渡り歩いた。彼らのほとんどはグループのサウンドに大きな貢献をしなかったが、何人かは貢献した。後期のメンバーのうち、最も重要な人物をここに列挙する：
- ジョン・アーリス - ベース (1971)
- アル・ステヘリー - ベース、リード・ヴォーカル (1971-1973)
- ジョン・クリスチャン・ステヘリー - ギター、ヴォーカル (1971-1973)
- ステュー・ペリー - ドラム（1972年-1973年）[22］
- スコット・シェリー - ギター、ヴォーカル (1973-1974)
- ドニー・デイカス - ギター、ヴォーカル（1973年-1974年）
- スティーヴ・オリツキ - キーボード (1973-1974)
- スティーヴ・エドワーズ - ギター、ヴォーカル (1973-1974)
- バリー・キーン - ベース (1974-1976)
- ベンジー - キーボード（1975年）
- マット・アンデス - ギター、ヴォーカル（1976年、1995年-1997年）
- ラリー・"ファジー"・ナイト - ベース、ヴォーカル (1972-1973, 1976-1979)
- テリー・アンダーソン - ヴォーカル (1976-1977)
- スコット・モナハン - キーボード、ベース、ヴォーカル (1985-1988, 1990-1995)
- デイヴ・ウォーターベリー - ベース、ヴォーカル (1985-1988)
- マイク・ナイル - ベース、ヴォーカル (1988-1993)
- ジョージ・ヴァラック - キーボード (1990-1995)
- スティーヴ・「リバティ」・ロリア - ベース、ヴォーカル (1993-1997)
- ゴードン・パトリアルカ - ベース (1995-1996)
- レイチェル・アンデス - ヴォーカル (1995-1997)
- ウォルター・イーガン - ベース、ヴォーカル (1997)

## ディスコグラフィー

### アルバム
| Year | Album                                                                              | US Top 200 | UK Album Chart | Canada | Certification | Label             |
| ---- | ---------------------------------------------------------------------------------- | ---------- | -------------- | ------ | ------------- | ----------------- |
| 1968 | ニューロックの魂／スピリット登場 Spirit                                            | 31         |                |        |               | Ode               |
| 1968 | 魂の結合 The Family That Plays Together                                            | 22         |                | 46     |               | Ode               |
| 1969 | 静寂の中から Clear                                                                 | 55         |                | 29     |               | Ode               |
| 1970 | トゥエルヴ・ドリーム・オブ・ドクター・サルドニクス Twelve Dreams of Dr. Sardonicus | 63         | 29             | 49     | - US: Gold    | Epic              |
| 1972 | Feedback                                                                           | 63         |                |        |               | Epic              |
| 1975 | Spirit of '76                                                                      | 147        |                |        |               | Mercury           |
| 1975 | Son of Spirit                                                                      |            |                |        |               | Mercury           |
| 1976 | Farther Along                                                                      | 179        |                |        |               | Mercury           |
| 1977 | Future Games                                                                       |            |                |        |               | Mercury           |
| 1981 | The Adventures of Kaptain Kopter & Commander Cassidy in Potato Land                |            | 40             |        |               | Rhino             |
| 1984 | The Thirteenth Dream / Spirit of '84 [U.S. title]                                  | 206        |                |        |               | Mercury           |
| 1989 | Rapture in the Chambers                                                            |            |                |        |               | I.R.S.            |
| 1990 | Tent of Miracles                                                                   |            |                |        |               | Dolphin           |
| 1996 | California Blues                                                                   |            |                |        |               | W.E.R.C. C.R.E.W. |
| 2005 | Model Shop (Soundtrack)                                                            |            |                |        |               | Sundazed          |

### ライヴ・アルバム
| Year | Album                                                     | US Top 200 | UK Album Chart | Label             |
| ---- | --------------------------------------------------------- | ---------- | -------------- | ----------------- |
| 1978 | Live                                                      |            |                | Potato            |
| 1978 | Made in Germany                                           |            |                | Kinghat Records   |
| 1992 | Chronicles, 1967–1992                                     |            |                | W.E.R.C. C.R.E.W. |
| 1995 | Live at la Paloma                                         |            |                | W.E.R.C. C.R.E.W. |
| 2003 | Blues from the Soul                                       |            |                | Acadia            |
| 2004 | Live from the Time Coast                                  |            |                | Acadia            |
| 2006 | The Original Potato Land                                  |            |                | Acadia            |
| 2007 | Salvation – The Spirit of '74                             |            |                | Acadia            |
| 2008 | Rock and Roll Planet...1977–1979                          |            |                | Acadia            |
| 2009 | California Blues Redux                                    |            |                | Audio Fidelity    |
| 2010 | The Last Euro Tour                                        |            |                | Floating World    |
| 2011 | Tales from the Westside                                   |            |                | Floating World    |
| 2011 | The Original Potato Land                                  |            |                | Floating World    |
| 2012 | Two Sides of a Rainbow – Live at the Rainbow, London 1978 |            |                | Floating World    |
| 2016 | Live at the Ash Grove 1967 Volume 1                       |            |                | Flashback         |

### コンピレーション・アルバム
| Year | Album                                   | US Top 200 | UK Album Chart |
| ---- | --------------------------------------- | ---------- | -------------- |
| 1973 | The Best of Spirit                      | 119        |                |
| 1973 | Spirit (reissue of 1st & 3rd albums)    | 191        |                |
| 1975 | The Family That Plays Together/Feedback |            |                |
| 1991 | Time Circle, 1968–1972                  |            |                |
| 1997 | The Mercury Years                       |            |                |
| 2000 | Cosmic Smile                            |            |                |
| 2002 | Sea Dream                               |            |                |
| 2005 | Son of America                          |            |                |

### シングル
| Year | Song Titles           | US  | CAN | Label          |
| ---- | --------------------- | --- | --- | -------------- |
| 1968 | "Mechanical World"    | 123 | 77  | Ode / Columbia |
| 1968 | "I Got a Line on You" | 25  | 28  | Ode / Columbia |
| 1969 | "Dark Eyed Woman"     | 118 |     | Ode / Columbia |
| 1969 | "1984"                | 69  | 66  | Ode / Columbia |
| 1970 | "Animal Zoo"          | 97  |     | Epic           |
| 1970 | "Mr. Skin"            |     |     | Epic           |
| 1971 | "Nature's Way"        | 111 |     | Epic           |
| 1972 | "Mr. Skin" [reissue]  | 92  |     | Epic           |
| 1972 | "Cadillac Cowboys"    |     |     | Epic           |
| 1975 | "Lady of the Lakes"   |     |     | Mercury        |
| 1975 | "Holy Man"            |     |     | Mercury        |
| 1976 | "Farther Along"       |     |     | Mercury        |
| 1980 | "Turn to the Right"   |     |     | Rhino          |